# Peter Regin
Peter Regin Jensen, född 16 april 1986 i Herning, Danmark, är en dansk professionell ishockeyspelare (center) som spelar i Jokerit i KHL. Han har tidigare representerat Ottawa Senators, New York Islanders och Chicago Blackhawks i NHL.
Regin valdes av Ottawa Senators som 87:e spelare totalt i NHL-draften 2004. Mellan 2002 och 2005 spelade han i den danska klubben Herning IK. Därefter spelade han tre säsonger i Timrå IK i den svenska Elitserien. Regin har varit med i den danska VM-truppen 5 gånger, 2005, 2006, 2007, 2008 och 2010. 

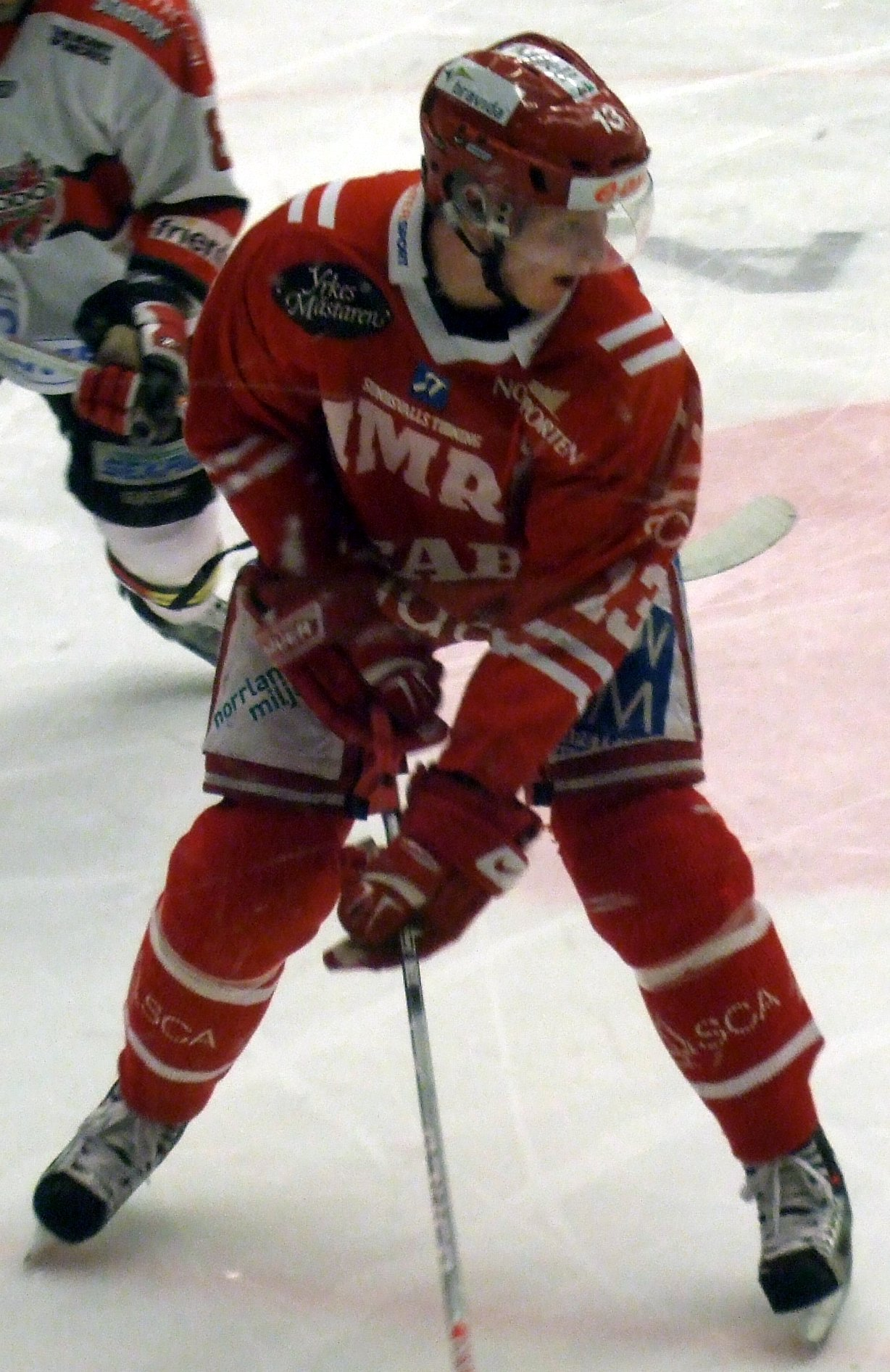
Regin i Timrå IK